# H2O: Просто додай води
H2O: Просто додай води (англ. H2O: Just Add Water) — австралійський молодіжний телесеріал. Головні героїні — дівчата-підлітки Емма Гілберт, Ріккі Чедвік та Клео Серторі — стали русалками в загадковому місячному ставку в жерлі згаслого вулкану. Їх завжди супроводжує їхній вірний друг Льюїс Маккартні, який зберігає їхню таємницю та всіляко оберігає їх від води, адже при контакті з водою за 10 секунд дівчата перетворюються на русалок. Серіал тривав три сезони, де показано пригоди подруг-русалок. На початку третього сезону Емма їде з міста, і натомість з'являється Ізабелла Гартлі. Головні ролі зіграли Кариба Гейн, Фібі Тонкін, Клер Голт, Індіана Еванс, Ангус Макларен, Люк Мітчелл. В Україні серіал транслювався на каналах «ТЕТ» та «К1».
У 2013 році відбулася прем'єра спін-офу «Мако: Острів таємниць». У центрі серіалу всього шість русалок: Ніксі, Лайла, Сирена, Ондіна, Міммі та Вейлан, завдання яких — охороняти острів від порушників.

## Персонажі
Головні герої

### Ріккі Чедвік
Ріккі Чедвік (Кариба Гейн) — дівчина, що нещодавно переїхала в Голд-Кост. Живе разом із батьком у парку, у невеликому орендованому будинку. Вступивши до місцевої школи, вона, як завжди, опинилася в цілковитій самотності, і це їй не подобалося. Однак незабаром вони з Еммою та Клео стали русалками і подружилися. Ріккі за своєю природою досить уїдлива, нестримана на язик, егоїстична, любить крайнощі та інколи не думає про наслідки. Іноді любить побути на самоті. Майже в кожному слові Ріккі вчуваються іронія та сарказм, а в багатьох її вчинках присутній цинізм. Ріккі має здатність нагрівати воду, а в другому сезоні навчилася керувати грозою, блискавками та викликати вогонь. Вона пізніше за всіх виявила в собі силу. Ріккі зустрічається з Зейном Беннетом. У першому сезоні вона його ненавиділа, а наприкінці сезону вони налагоджують стосунки й починають зустрічатися. В останній серії першого сезону Зейн довідується про таємницю дівчат, і Ріккі розходиться з ним. Але в третій серії другого сезону вони знову починають зустрічатися, проте таємно від Емми та Клео. У восьмій серії дівчата дізнаються про це, але нічого проти не мають. Ріккі та Зейн зустрічаються протягом усього другого сезону, а на початку третього сезону Зейн дарує Ріккі нове кафе, назване на її честь, — «У Ріккі» (англ. Rikki's). В 19 серії третього сезону Ріккі розходиться з Зейном через те, що він її зрадив зі старшою сестрою Вілла — Софі. Вона дуже переживає через це, хоча й намагається не показувати цього, й замикається в собі. Майже весь свій час Ріккі проводить у Місячній печері на острові Мако. В останній серії третього сезону видно, що Ріккі пробачила Зейнові, і їхні стосунки можуть відновитися.

### Клео Серторі
Клео Серторі (Фібі Тонкін) — третя з русалок. Як не дивно, до першого повного місяця на острові Мако, вона боялася ввійти в воду через колишній інцидент. Її сім'я — молодша сестра Кім, батько Дон і мати, яка залишає сім'ю між першим і другим сезонами. Клео першою отримала медальйон русалки, який належав колишній русалці Грейсі, з синім стразом. Хобі Клео — розведення рибок, яких вона вважає своїми друзями та повноправними членами своєї родини. Незважаючи на практично постійну загрозу привселюдного перетворення на русалку, Клео йде працювати в аквапарк, де зустрічає жінку похилого віку, місс Чаттам, колишню русалку, яка допомагає юним русалкам відкрити себе й звикнути до змін, що сталися з ними. Клео дуже сентиментальна, вразлива, але добра й має дуже сильну душу. Часто свариться з Кім, нерідко опиняється в центрі сварок між Еммою і Ріккі, і внаслідку стає винною. Дуже тямуща і м'яка, але буває безвідповідальною, легковажною та примхливою. Полюбляє різні «дівчачі» клопоти — шопінг, одяг, аксесуари. Може керувати водою і спрямовувати її в різні боки, а починаючи з другого сезону може викликати вітер. У першому сезоні відчувала симпатію до свого найкращого друга Льюїса. У 24 серії першого сезону вони стали парою, при цьому Льюїс перейшов на бік магії. У другій серії другого сезону Клео покидає його, через зайву увагу Льюїса, але пізніше Льюїс починає зустрічатися з Шарлоттою, і Клео таємно починає його ревнувати. У 25 серії другого сезону, коли Льюїс розходиться з Шарлоттою, Клео відновлює з ним стосунки. Протягом перших 12 серій третього сезону Клео та Льюїс знову зустрічаються, але в 13 серії переривають стосунки через від'їзд хлопця на навчання до США. У 26 серії Льюїс повертається, і вони продовжують зустрічатися.

### Емма Гілберт
Емма Гілберт (Клер Голт) — дівчина, що часто брала участь і постійно вигравала в змаганнях із плавання. Вона була найкращою у своїй групі ті на всіх змаганнях. Емма живе на курорті Голд-Кост разом із батьками та молодшим братом Елліотом. Вона завжди любила воду. Емма навчалася в одній зі шкіл Голд-Косту разом зі своєю подругою Клео, з якою вони були нерозлучні з дитинства. А незабаром до них приєдналася нова подруга — Ріккі, завдяки якій Емма, Клео й сама Ріккі вирушили на острів Мако, стали русалками, отримали чарівні сили й стали подругами, одним цілим, адже їх пов'язувала спільна таємниця. Незабаром Еммі довелося пережити велику життєву втрату, а саме — кинути спорт, кар'єру, адже при зіткненні з водою вона стає русалкою. Емма завжди дотримується своїх принципів. Вона цілеспрямована, завжди досягає своєї мети. Вона весела та різноманітна, проте іноді буває й занудою. Емма здатна здійснювати божевільні вчинки, але в міру всього можливого й ідучи за своїми принципами. Вона ні на кого не хоче покладатися й робить усе сама. Здатність Емми — охолоджувати воду до стану льоду, а в другому сезоні вона навчилася заморожувати будь-які предмети й викликати бурі. У 1 сезоні вона була закохана в серфера Байрона, а в 7 серії 1 сезону відбувається їхній перший поцілунок, але парою вони не стають. У 2 сезоні Емма закохується в Еша, інструктора свого молодшого брата Елліота, пізніше менеджера в кафе ''Juice Net''. У 17 серії 2 сезону відбувається їхній перший поцілунок, а у 26 серії 2 сезону Емма розкриває Ешу свою таємницю. У третьому сезоні Емма їде з родиною подорожувати світом.

### Ізабелла (Белла) Гартлі
Ізабелла Белла Гартлі (Індіана Еванс) — яскрава особистість. Вона заряджає всіх навколо своєю енергією. Попри це, Ізабелла за своєю природою дуже ранима, вона ставить спільні цілі вище за свої власні й намагається допомогти друзям розібратися в складних ситуаціях. Головне захоплення Белли — спів. Вона стала русалкою в дев'ятирічному віці, коли одного разу потрапила в чарівну печеру в Ірландії. Вона щаслива до нестями, що зустріла двох таких самих дівчат, як вона, — Клео та Ріккі. Уперше з'явилася в третьому сезоні. Белла здатна згущувати воду до желеподібного стану, створювати кристали та вихлюпувати воду, перетворюючи її на желе. На початку третього сезону знайомиться з Віллом, професійним дайвером. Закохується в нього, але не каже йому про це. Він теж закоханий у неї. У 10 серії він дізнається, що Белла — русалка, але далі продовжує з нею «дружити». У 23 серії третього сезону на пляжній вечірці Вілл при всіх сказав, що кохає Беллу, і вони почали зустрічатися.

### Льюїс Маккартні
Льюїс Маккартні (Ангус Макларен) — найкращий друг подруг-русалок і хлопець однієї з них, Клео. Завжди допомагає дівчатам і намагається зрозуміти та пояснити труднощі, що в них виникають. М'який, терплячий та миролюбний, піддатливий, але наполегливий. Завжди був хорошим та надійним другом. У першому сезоні почав зустрічатися з Клео. У 2 серії 2 сезону вони розійшлися. Пізніше почав зустрічатися з місцевою красунею Шарлоттою, хоча насправді не кохав її. У 25 серії 2 сезону розійшовся з Шарлоттою й відновив стосунки з Клео, яку кохав іще з дитинства. У 13 серії 3 сезону їде навчатися в США, але у 26 серії повертається. Має чотирьох старших братів, одного з яких звати Ленні (з'являється тільки в 6 серії 1 сезону).
Зейн Беннетт
Зейн Беннетт (Берджесс Абернеті) народився в Сіднеї, але майже відразу ж переїхав у невелике портове місто неподалік, де мешкає досі.
Коли Зейнові було чотири роки, його мати померла. Його батько зайнявся бізнесом і віддав сина на виховання економці на ім'я Кенді, яка жила в них у домі. Вона стала Зейнові як мама.
З дитинства його вчили не заперечувати батькові. Зейн не любив траплятися батькові на очі й намагався жити своїм життям удалині від нього. Вони зустрічалися в онсновному тоді, коли батькові треба було показати своїм колегам, що в нього гарна родина.
Його батько досить грубий та впертий — ці риси характеру скопіював Зейн.
Зейн — це людина з двома абсолютно різними характерами. З одного боку, він вічно підтакує батькові й не сміє йому заперечувати, але в той самий час у чужих очах він здається сміливим золотошукачем. На рівні підсвідомості Зейн знає, що крутіший за нього тільки його батько, і тому при ньому розпинається, тоді як усі інші розпинаються перед ним. Унаслідок того, що його батько успішний підприємець, Зейн ніколи собі ні в чому не відмовляв і був вельми розбещеним. З іншого боку, Зейн — відкрита, вразлива, чесна й трохи фанатична людина.
Одного разу Ріккі відкрила Зейнові його істине обличчя й навчила його не бути татовим синочком.
У 1 сезоні зустрічався з місцевою красунею Міріам. Наприкінці сезону починає ладити з Ріккі, і вони стають парою. У 26 серії цього сезону дізнається, що Ріккі — русалка. У цій же серії Ріккі, паралельно з утратою своєї сили, розходиться з Зейном. Він їде, не знаючи, що через 12 годин після повного місяця Ріккі знову стає русалкою. У 3 серії 2 сезону Зейн дізнається, що Ріккі зберегла силу, і вони знову починають зустрічатися. У 1 серії 3 сезону Зейн дарує своїй коханій кафе, назване на її честь, — «У Ріккі» (англ. Rikki's). У 19 серії 3 сезону цілується зі старшою сестрою Вілла Софі через рекорд Вілла з занурення вглиб — 80 метрів. Ріккі це бачить і розходиться з ним. Зейн усіляко намагається її повернути, ревнує її до Вілла. В останній серії сезону можна здогадатися, що Ріккі може дати Зейнові ще один шанс.
Вілл Бенджамін
Вілл Бенджамін (Люк Мітчелл) — професійний дайвер. Уперше з'явився в 3 сезоні. У 1 серії, коли він не міг завести човен, Ріккі підійшла й дала йому пораду. Так вони й познайомилися. Цієї ночі був повний місяць, а він поїхав на острів Мако. Там на нього напала вода, і він утратив свідомість. Пізніше його знайшли Клео, Белла та Ріккі. Вони сказали йому, що йому все приснилося, і нічого на нього не нападало, але Вілл наполягав на тому, що це було. Із Зейном він не ладив тому, що той думав, що Ріккі та Вілл зустрічаються. У 21 серії 3 сезону Вілл зробив Ріккі та Клео прикраси з кришталів, знайдених у місячній печері, такі, як у Белли.
У 1 серії 3 сезону закохався в Беллу, але не казав їй про це. У 10 серії він дізнався, що вона русалка. У 12 серії дізнається таємницю Клео та Ріккі. У 23 серії 3 сезону зізнався всім, що кохає Беллу. Белла це почула. Вони вперше поцілувалися й стали парою.
Другорядні персонажі
Шарлотта Вотсфорд
Шарлотта Вотсфорд (Бріттані Бірнс) — нова учениця школи, в якій навчаються Клео, Емма та Ріккі. Уперше з'являється у 2 серії 2 сезону. Клео намагалася використати свої не до кінця вивчені здібності, щоб вимкнути ''автополив'', але втратила контроль, і вітер спрямував воду на Шарлотту. Так вони й познайомилися. У цей момент з'явився Льюїс, який відразу сподобався Шарлотті. Пізніше вона свідомо стала русалкою (щоб довести свою ''досконалість'' порівняно з Клео, Еммою та Ріккі), на відміну від Клео, Емми та Ріккі, які стали русалками несподівано для себе. Вважає себе ''єдиною правильною русалкою'', оскільки стала нею свідомо.
На перший погляд, приємна та мила дівчина, що цікавиться японським живописом і літературою. Насправді, стервозна, самодостатня та вперта баришня, намагається всіляко маніпулювати Льюїсом, який пізніше, тим не менше, її кидає. Однак вона не полишає намагань розірвати його стосунки з Клео. У 26 серії 2 сезону завдяки Клео, Еммі та Ріккі позбавляється сили русалки під час Параду Планет. Обманом сварить Льюїса та Клео у 25 серії 2 сезону, але в результаті Льюїс її кидає.
Сполучає в собі всі три початкові сили Клео, Емми та Ріккі. Сильніша за всіх інших дівчат окремо. Її бабусею виявляється колишня, нині покійна русалка Грейсі.
Еш Дав
Еш Дав (Крейг Горнер) — молодий хлопець, який працює на конюшні, а потім й адміністратором кафе «Juice Net». Уперше з'являється в 9 серії 2 сезону на конячому ранчо, де знайомиться з Еммою. У 14 серії 2 сезону розуміє, що Емма до нього не байдужа, й призначає їй побачення. У 17 серії 2 сезону в Емми та Еша відбувається перший поцілунок. Вони стали зустрічатися. У 26 серії 2 сезону дізнається таємницю Емми, після чого їде мандрувати світом з Еммою та її батьками.
Нейт
Нейт (Джеймі Тімоні) — приятель Зейна. Любить розваги та увагу з боку дівчат, протягом серіалу неодноразово залицявся до Клео Серторі. Досить наглий і ще зарозуміліший, ніж Зейн. У 15 серії 2 сезону Нейт випадково знаходить на столі флакон із пульверизатором, який містить невідому йому рідину; це амбра, що магічним чином діє на русалок. Нейт наносить амбру на своє тіло й, сам того не помічаючи, приманює русалок, думаючи, що він сама досконалість. Весь 3 сезон співає з Беллою у своєму гурті в кафе ''У Ріккі''. У 23 серії цього сезону його було запрошено Беллою на пляжну вечірку назло Віллові (Белла підслухала Вілла, який запросив Ріккі, хоча насправді він репетирував, як запросити Беллу).
Кім Серторі
Кім Серторі (Клео Мессі) — молодша сестра та вічна проблема Клео. Вона знає, як докучити сестрі, і з усіх перепалок Клео виходить переможницею. Її найкращий друг у класі — Елліот Гілберт. Кім має егоїстичний та вимогливий характер, вона завжди домагається свого, наіть ідучи нечесним та хитрим шляхом. У 3 сезоні Кім підростає й стає розумнішою дівчиною. Тепер вони з Клео хороші сестри, хоча іноді й сваряться. Незважаючи на свій вік, Кім іще може втнути яку-небудь дурницю. У 13 серії 3 сезону вона намагалася зіпсувати весілля Дона (батька Клео та Кім) і Сем.
Макс Гамільтон
Макс Гамільтон — 50-річний океанолог, колишній коханий Грейсі. Розповідає Шарлотті про Грейсі. Наприкінці 2 сезону допомагає Льюїсові знайти спосіб позбавити Шарлотту сили назавжди.
Елліот Гілберт
Елліот Гілберт (Трент Салліван) — молодший брат Емми. Майже ніколи не сперечається зі своєю старшою сестрою й старається бути чесним. Закоханий у Ріккі, пізніше — у молодшу сестру Клео.
Луїза Чаттем
Луїза Чаттем (Крістін Амор) — колишня русалка, гарна знайома Клео, Емми та Ріккі. Усіляко попереджає їх про небезпеку.
Місс Тейлор
Місс Тейлор (Муш Філліпс) — учителька біології в місцевій школі. У 6 серії 3 сезону через Льюїса бачить воду, яка діє тільки під час повного місяця.
Дон Серторі
Дон Серторі (Алан Девід Лі) — батько Кім та Клео Серторі, був чоловіком Беф Серторі, але вони розлучилися. У 4 серії 3 сезону (''День святого Валентина'') знайомиться з Самантою, і в них зав'язуються романтичні стосунки. У 13 серії 3 сезону одружується з нею.
Беф Серторі
Беф Серторі (Дебора Коулс) — мати Клео та Кім Серторі, розлучилася з чоловіком і почала нове життя.
Саманта Робертс (Сем, Серторі)
Сем (Пенні Грей) познайомилася з Доном у 4 серії 3 сезону (''День святого Валентина''), між ними виникли романтичні стосунки, і в 13 серії вони одружилися.
Вілфред
Вілфред (Аріу Ланг Сіо) — власник кафе ''Juice Net''. Найняв Еша адміністратором.
Ніл та Ліза Гілберти
Ніл та Ліза Гілберти (Джаред Робінсон та Керолайн Кеннісон) — батьки Емми та Елліота Гілбертів.
Міріам Кент
Міріам Кент (Аннабелль Стивинсон) — місцева красуня, зустрічалася з Зейном Беннеттом, подруга Тіффані. Дуже вредна та набридлива. Завжди хотіла докучити Клео, Ріккі та Еммі.
Тіффані
Тіффані (Еліс Хантер) — подруга Міріам Кент.
Гаррісон Беннетт
Гаррісон Беннетт (Джосс МакВільям) — бізнесмен, батько Зейна Беннетта. Намагався перебудувати острів Мако. У 1 сезоні наймає доктора Лінду Денман для дослідження острова, і вона дізнається таємницю дівчат.
Доктор Лінда Денман
Доктор Лінда Денман (Лара Кокс) — морський біолог, допомагала Гаррісонові Беннетту. Дізналася таємницю Клео, Емми та Ріккі.
Лорі
Лорі (Метью Окін) — працює в аквапарку, де працює й Клео.
Раян
Раян (Ендрю Ліїз) — працює з Самантою. Намагався здружитися з Клео й потрапити на Мако з її допомогою.
Аннет Вотсфорд
Аннет Вотсфорд (Тіффані Ламб) — мати Шарлотти й дочка Грейсі.
Террі Чедвік
Террі Чедвік (Енді МакФі) — батько Ріккі.
Софі Бенджамін
Софі Бенджамін (Терін Марлер) — старша сестра Вілла.

## Сезони
З 7 липня 2006 по 16 квітня 2010 року на екрани вийшло три сезони, що загалом містять 78 серій.
| Сезони | Сезони | Епізоди | Транслювався     | Транслювався    |
| Сезони | Сезони | Епізоди | Прем'єра серіалу | Фінал серіалу   |
| ------ | ------ | ------- | ---------------- | --------------- |
|        | 1      | 26      | 7 липня 2006     | 29 грудня 2006  |
|        | 2      | 26      | 28 вересня 2007  | 21 березня 2008 |
|        | 3      | 26      | 26 жовтня 2009   | 16 квітня 2010  |

## Українське озвучення

### Двоголосе закадрове озвучення студії «1+1» (2012)
Ролі озвучували: Олег Лепенець, Андрій Твердак, Людмила Ардельян та Олена Яблочна

### Багатоголосе закадрове озвучення телеканалу «К1» (2016)
Ролі озвучували: Павло Голов, Олександр Солодкий, Вікторія Москаленко та Юлія Малахова

## Острів Мако
Острів Мако — вигаданий острів із серіалу «H2O: Просто додай води», а також іще одного серіалу під назвою «Мако: Острів таємниць». Острів цілком було зроблений за допомогою комп'ютерної графіки. Сцени на самому острові було знято на острові Кенгуру в Австралії.

## Повний Місяць
Періодом місячного циклу, коли русалки дуже чутливі і мають особливий зв'язок з островом Мако, є повний Місяць. У цей час подруги намагаються не дивитись на Місяць та його світло, щоб не зазнати його впливу.

### Затемнення
В останньому епізоді першого сезону Клео, Емма і Ріккі під час місячного затемнення за порадою міс Чаттам стрибають у місячний ставок, аби позбутися сил русалок і зрештою завадити морському біологу докторові Денман розкрити таємницю русалок світові. Однак, сила зникла лише на 12 годин: за попередньою змовою зі Льюїсом, міс Чаттам ошукала русалок, аби Денман повірила у зникнення їхніх сил.

### 50-річна повня
В останньому епізоді другого сезону (англ. Finale) Макс розповідає Льюїсові, що кожні 50 років у повню відбувається парад планет — коли всі планети Сонячної системи стають разом із Місяцем в одну лінію. Потужності такої повні достатньо для того, щоб назавжди позбавити русалку сили, якщо вона перебуватиме у ставку, коли над ним пройде Місяць.
У другому сезоні під час параду планет Шарлотта припливає на острів Мако і чекає там на інших русалок (Емму, Клео та Ріккі). Дівчата приходять на острів Мако і виявляють там Шарлотту. Між ними розгортається битва. Шарлотта використовує всі свої сили, які вона отримала під час повні — такі самі, як і у Клео, Емми і Ріккі. Але Шарлотта не знала, що у первісної трійці було ще по одній силі: у Клео — вітер, у Ріккі — блискавка і вогонь, а в Емми — сніг. Дівчата використали проти Шарлотти свої нові сили й зуміли підняти її в повітря. У той час, коли місяць був просто над ставком, вони опустили її у воду, і Місяць назавжди позбавив її сили.
Наприкінці серії Шарлотта пропонує Льюїсові знову з нею зустрічатися, але той відмовляється.

## Медальйони
У кожної дівчини (Емми, Ріккі та Клео), був свій медальйон. Вони належали раніше Луїзі, Джулії і Грейсі, остання з яких є бабусею Шарлотти. Кожна русалка окремо завоювала свій медальйон. У четвертій серії першого сезону Емма знайшла медальйон Грейсі на дні Місячного ставка. Емма вирішила віддати його Клео, тому що вона змогла заховати свій хвіст у розпал вечірки. У 23 серії першого сезону Зейн відвоював у Міріам медальйон Джулії для Ріккі, а міс Чаттам віддала свій медальйон Еммі. Три дівчини обіцяли зберегти їх і здавалося, що вони будуть їх носити завжди, але медальйони були у дівчат протягом першого та другого сезонів. У третьому сезоні в русалок з'явились нові медальйони. Ріккі і Клео носили ті ж самі, а у новенької Белли був медальйон, що володіє магічною силою. Незабаром такі ж медальйони з'явились і в Клео, і в Ріккі. Це були кристали синього кольору, що містили в собі силу місячного світла.